# Tantissimo
Tantissimo è un singolo del gruppo musicale italiano Le Vibrazioni, pubblicato il 3 febbraio 2022.
Il brano è stato eseguito in gara al Festival di Sanremo 2022 durante la seconda serata della kermesse musicale.

## Video musicale
Il video, diretto da Matteo Bellesia, è stato pubblicato in concomitanza del lancio del singolo sul canale YouTube del gruppo.

## Tracce
Testi di Roberto Casalino, musiche di Francesco Sarcina, Nicco Verrienti e Roberto Casalino.
1. Tantissimo – 3:08

## Classifiche
| Classifica (2022) | Posizione massima |
| ----------------- | ----------------- |
| Italia            | 30                |